# Resolució 1381 del Consell de Seguretat de les Nacions Unides
La Resolució 1381 del Consell de Seguretat de les Nacions Unides fou adoptada per unanimitat el 27 de novembre de 2001. Després de considerar un informe del Secretari General Kofi Annan sobre la Força de les Nacions Unides d'Observació de la Separació (UNDOF) i reafirmant la resolució 1308 (2000), el Consell va ampliar el seu mandat durant sis mesos més fins al 31 de maig de 2002.
La resolució va demanar a les parts implicades que implementessin immediatament la Resolució 338 (1973) i demanaven al Secretari General que presentés un informe sobre la situació al final d'aquest període.
L'informe del Secretari General, de conformitat amb la resolució anterior sobre la UNDOF, va dir que la situació entre Israel i Síria havia romàs tranquil·la i sense incidents greus, tot i que la situació a l'Orient Mitjà es mantindria com a perillosa fins que es pogués arribar a un acord. Va assenyalar que ambdues parts havien cooperat amb la UNDOF, tot i que es mantenien restriccions en la seva llibertat de moviment, i també va ressaltar els perills dels camps de mines.